# Balance (rivière)
Pour les articles homonymes, voir Balance.
Le Balance est un cours d'eau français qui coule dans les départements du Loiret et du Cher. C'est un affluent de la Loire en rive gauche droite.

## Géographie
Le Balance présente une longueur de 12,7 kilomètres. Il prend sa source dans la commune de Savigny-en-Sancerre (Cher), à une altitude de 213 m, et se jette dans la Loire, dans la commune de Beaulieu-sur-Loire (Loiret), à une altitude de 132 m. Le cours d'eau présente ainsi une pente hydraulique de 6,4 mm/m. Il s'écoule globalement de l’est vers l'ouest.

### Communes traversées
Le Balance traverse 4 communes, soit d'amont vers l'aval : Savigny-en-Sancerre, Belleville-sur-Loire, Sury-près-Léré (Cher) et Beaulieu-sur-Loire (Loiret).

### Bassin versant
Son bassin versant correspond à la zone hydrographique « la Loire de la Vrille (nc) a la Cheuille (nc) (k413) », au sein du bassin DCE plus large « La Loire, les cours d'eau côtiers vendéens et bretons ». Ce dernier s'étend sur 35 213 km2. Il est constitué à 24.87 % de « territoires agricoles », 32.01 % de « forêts et milieux semi-naturels » et à 3.37 % de « territoires artificialisés ».

### Affluents
- PK: 990065 | (K4134201)[4]
- PK: 994939 | canal latéral à la Loire (K---200G)[5]

## Pêche et peuplements piscicoles
La catégorie piscicole est un classement juridique des cours d'eau en fonction des groupes de poissons dominants. Un arrêté réglementaire préfectoral permanent reprend l’ensemble des dispositions applicables en matière de pêche dans le département du Loiret en les différenciant selon les catégories piscicoles. Le Balance est classé en deuxième catégorie, c'est-à-dire que l'espèce biologique dominante est constituée essentiellement de poissons blancs (cyprinidés) (donc rivière cyprinicole) et de carnassiers (brochet, sandre et perche).

## Gouvernance

### Échelle du bassin
En France, la gestion de l’eau, soumise à une législation nationale et à des directives européennes, se décline par bassin hydrographique, au nombre de sept en France métropolitaine, échelle cohérente écologiquement et adaptée à une gestion des ressources en eau. Le Balance est sur le territoire du bassin Loire-Bretagne et l'organisme de gestion à l'échelle du bassin est l'agence de l'eau Loire-Bretagne.

### Échelle locale
En 2017, le Balance n'était pas géré au niveau local par un syndicat intercommunal.